# Eccellenza Campania 2012-2013
Il campionato italiano di calcio di Eccellenza regionale 2012-2013 è stato il 22º organizzato in Italia. Rappresenta il sesto livello del calcio italiano ed il primo a livello regionale.
Al campionato regionale campano hanno partecipato 32 squadre divise in due gironi da 16 ciascuno. Il girone A era composto da squadre del napoletano e del casertano mentre il girone B da squadre napoletane, salernitane, avellinesi e da una squadra del beneventano.

## Formula
Come negli anni precedenti le squadre avevano l'obbligo di schierare in campo tre giocatori giovani: in questa stagione l'obbligo riguardava i nati negli anni 1993, 1994 e 1995 (almeno uno per ogni anno, o più giovane).

### Promozioni
- È promossa direttamente in Serie D la 1ª classificata di ciascun girone.
- Le squadre classificate dal 2º al 5º posto disputano dei play-off che si svolgono in due turni giocati in casa della meglio piazzata in classifica. Nelle semifinali la 2ª classificata affronta la 5ª mentre la 3ª affronta la 4ª, salvo che tra le contendenti risulti un divario pari o superiore ai 10 punti in classifica. In seguito si svolge la finale tra le vincenti del primo turno. Nel caso in cui le squadre contendenti le semifinali o la finale chiudano la partita in pareggio anche dopo i tempi supplementari, la squadra che gioca in casa passa il turno. Le due compagini vincitrici della finale, provenienti una dal girone A e l'altra dal girone B, accedono ai play-off nazionali. Se la 2ª classificata accumula un vantaggio pari o superiore a 10 punti rispetto alla 3ª in classifica, la squadra classificata al 2º posto ottiene automaticamente l'accesso alla fase nazionale dei play-off.

### Retrocessioni
- Le squadre classificate dal 12º al 15º posto disputano dei play-out che si svolgono in un unico turno giocato in casa della meglio piazzata in classifica. La 12ª classificata affronta la 15ª mentre la 13ª affronta la 14ª, salvo che tra le contendenti risulti un divario pari o superiore ai 10 punti in classifica. Le squadre perdenti retrocedono in Promozione mentre nel caso in cui le squadre contendenti chiudano la partita in pareggio anche dopo i tempi supplementari, la squadra che gioca fuori casa retrocede. Se la 12ª classificata accumula un vantaggio pari o superiore a 10 punti rispetto alla 13ª in classifica, le squadre classificate al 14º e al 15º posto retrocedono automaticamente in Promozione.
- Retrocede direttamente in Promozione la 16ª classificata di ogni girone.

## Girone A

### Squadre partecipanti
| Club                   | Città                      | Stadio                     | Stagione 2011-2012             |
| ---------------------- | -------------------------- | -------------------------- | ------------------------------ |
| Acerrana               | Acerra (NA)                | Stadio Comunale di Acerra  | 1º nel girone C di Promozione  |
| Atletico Casalnuovo    | Casalnuovo di Napoli (NA)  | Stadio Domenico Iorio      | 3º nel girone A di Promozione  |
| Atletico Vesuvio       | San Giorgio a Cremano (NA) | Stadio Raffaele Paudice    | 12º nel girone A di Eccellenza |
| Bacoli Sibilla Flegrea | Bacoli (NA)                | Stadio Tony Chiovato       | 17º nel girone G di Serie D    |
| Città di Pompei        | Ercolano (NA)              | Stadio Raffaele Solaro     | 6º nel girone B di Eccellenza  |
| Florigium              | Forio (NA)                 | Stadio Salvatore Calise    | 4º nel girone A di Eccellenza  |
| Isola di Procida       | Procida (NA)               | Stadio Mario Spinetti      | 8º nel girone A di Eccellenza  |
| Mari                   | Cercola (NA)               | Stadio Giuseppe Piccolo    | 10º nel girone A di Eccellenza |
| Ortese                 | Orta di Atella (CE)        | Stadio Don Sossio Giordano | 1º nel girone A di Promozione  |
| Progreditur Marcianise | Marcianise (CE)            | Stadio Progreditur         | 8º nel girone A di Eccellenza  |
| San Giorgio 1926       | San Giorgio a Cremano (NA) | Stadio Raffaele Paudice    | 11º nel girone A di Eccellenza |
| Stasia                 | Sant'Anastasia (NA)        | Stadio Agostino De Cicco   | 7º nel girone A di Eccellenza  |
| Viribus Unitis         | Somma Vesuviana (NA)       | Stadio Felice Nappi        | 16º nel girone H di Serie D    |
| Virtus Carano          | Sessa Aurunca (CE)         | Stadio Lorenzo Montecuollo | 3º nel girone A di Eccellenza  |
| Virtus Volla           | Volla (NA)                 | Stadio Paolo Borsellino    | 13º nel girone A di Eccellenza |
| Vis San Nicola         | San Nicola la Strada (CE)  | Stadio Andrea Clemente     | 6º nel girone A di Eccellenza  |

### Classifica finale
|  | Pos. | Squadra                | Pt | G  | V  | N  | P  | GF | GS | DR  |
|  | ---- | ---------------------- | -- | -- | -- | -- | -- | -- | -- | --- |
|  | 1.   | Progreditur Marcianise | 61 | 30 | 18 | 7  | 5  | 60 | 27 | +33 |
|  | 2.   | Stasia                 | 58 | 30 | 17 | 7  | 6  | 65 | 31 | +34 |
|  | 3.   | San Giorgio 1926       | 56 | 30 | 16 | 8  | 6  | 49 | 33 | +16 |
|  | 4.   | Virtus Volla           | 54 | 30 | 15 | 9  | 6  | 51 | 30 | +21 |
|  | 5.   | Virtus Carano          | 51 | 30 | 14 | 9  | 7  | 46 | 37 | +9  |
|  | 6.   | Atletico Casalnuovo    | 51 | 30 | 13 | 12 | 5  | 49 | 28 | +21 |
|  | 7.   | Acerrana               | 45 | 30 | 12 | 9  | 9  | 38 | 32 | +6  |
|  | 8.   | Isola di Procida       | 43 | 30 | 12 | 7  | 11 | 39 | 38 | +1  |
|  | 9.   | Mari                   | 41 | 30 | 10 | 14 | 6  | 45 | 28 | +17 |
|  | 10.  | Bacoli Sibilla Flegrea | 38 | 30 | 10 | 8  | 12 | 41 | 42 | -1  |
|  | 11.  | Città di Pompei        | 35 | 30 | 9  | 8  | 13 | 27 | 36 | -9  |
|  | 12.  | Atletico Vesuvio       | 29 | 30 | 7  | 8  | 15 | 34 | 57 | -23 |
|  | 13.  | Florigium              | 28 | 30 | 6  | 10 | 14 | 33 | 45 | -12 |
|  | 14.  | Ortese                 | 27 | 30 | 6  | 9  | 15 | 31 | 60 | -29 |
|  | 15.  | Vis San Nicola         | 20 | 30 | 5  | 5  | 20 | 31 | 62 | -31 |
|  | 16.  | Viribus Unitis         | 11 | 30 | 2  | 6  | 22 | 25 | 78 | -53 |

Legenda:

      Promossa in Serie D 2013-2014.

      Retrocesse in Promozione 2013-2014.

      Non iscritte alla stagione successiva.

Note:

Tre punti a vittoria, uno a pareggio, zero a sconfitta.
- Viribus Unitis penalizzata di 1 punto.
- Mari penalizzato di 3 punti.

### Risultati

#### Tabellone
|                        | ACE | ATL | ATL | BAC | CIT | FLO | ISO | MAR | ORT | PRO | SAN | STA | VIR | VIR | VIR | VIS |
| Acerrana               |     | 0-0 | 1-2 | 0-0 | 0-1 | 0-3 | 2-2 | 1-0 | 4-1 | 1-0 | 0-0 | 0-4 | 1-0 | 0-2 | 0-0 | 4-1 |
| Atletico Casalnuovo    | 0-0 |     | 3-0 | 2-2 | 3-0 | 3-2 | 2-0 | 0-0 | 1-0 | 2-5 | 1-0 | 2-2 | 5-2 | 0-1 | 1-0 | 1-0 |
| Atletico Vesuvio       | 2-2 | 2-2 |     | 2-6 | 1-0 | 0-2 | 1-0 | 1-1 | 2-0 | 1-2 | 0-2 | 0-2 | 2-2 | 0-5 | 0-3 | 2-1 |
| Bacoli Sibilla Flegrea | 1-0 | 1-4 | 0-0 |     | 2-0 | 1-1 | 0-2 | 1-3 | 2-0 | 0-0 | 1-2 | 1-3 | 6-2 | 1-1 | 3-2 | 4-2 |
| Città di Pompei        | 1-2 | 1-0 | 0-0 | 0-1 |     | 2-2 | 1-2 | 1-0 | 1-1 | 1-2 | 3-3 | 3-2 | 1-0 | 1-1 | 0-2 | 2-0 |
| Florigium              | 2-4 | 2-1 | 2-1 | 0-1 | 0-0 |     | 2-1 | 1-2 | 2-2 | 0-1 | 0-1 | 0-0 | 2-1 | 0-0 | 1-1 | 2-2 |
| Isola di Procida       | 1-0 | 0-3 | 2-1 | 2-1 | 1-0 | 2-1 |     | 0-0 | 2-0 | 3-3 | 3-1 | 2-2 | 3-0 | 0-1 | 1-3 | 1-0 |
| Mari                   | 2-2 | 0-0 | 2-2 | 0-0 | 2-0 | 5-2 | 1-1 |     | 3-0 | 1-0 | 2-2 | 2-2 | 1-0 | 1-1 | 0-0 | 6-0 |
| Ortese                 | 1-4 | 1-1 | 3-3 | 0-3 | 0-0 | 2-0 | 2-1 | 2-1 |     | 1-4 | 3-1 | 3-1 | 1-1 | 2-2 | 1-3 | 2-0 |
| Progreditur Marcianise | 2-1 | 0-0 | 3-0 | 2-0 | 0-0 | 2-1 | 3-1 | 2-0 | 6-0 |     | 0-0 | 1-4 | 5-0 | 4-0 | 1-1 | 1-2 |
| San Giorgio            | 2-1 | 1-1 | 1-0 | 3-1 | 3-2 | 2-1 | 1-0 | 2-0 | 4-0 | 1-1 |     | 1-0 | 1-1 | 3-2 | 4-1 | 4-2 |
| Stasia                 | 1-1 | 1-2 | 2-1 | 1-0 | 3-0 | 4-0 | 2-0 | 0-0 | 3-0 | 0-1 | 3-2 |     | 4-2 | 4-1 | 0-0 | 3-2 |
| Viribus Unitis         | 0-1 | 0-5 | 0-2 | 2-2 | 1-2 | 1-1 | 2-4 | 0-4 | 1-0 | 0-3 | 2-1 | 1-6 |     | 2-7 | 1-3 | 0-1 |
| Virtus Carano          | 1-4 | 2-2 | 4-3 | 3-0 | 0-1 | 1-0 | 0-0 | 1-0 | 0-0 | 0-2 | 0-0 | 1-0 | 1-0 |     | 2-1 | 2-1 |
| Virtus Volla           | 0-1 | 1-0 | 3-0 | 2-0 | 2-1 | 0-1 | 1-1 | 3-3 | 2-1 | 4-0 | 2-0 | 2-4 | 1-1 | 4-1 |     | 1-0 |
| Vis San Nicola         | 0-1 | 2-2 | 1-3 | 1-0 | 0-2 | 1-1 | 2-1 | 1-3 | 2-2 | 2-4 | 0-1 | 0-2 | 2-0 | 1-3 | 2-2 |     |

### Spareggi

#### Play-off

##### Tabellone
|  | Primo turno | Primo turno      | Primo turno |              |   | Secondo turno | Secondo turno | Secondo turno |  |
|  |             |                  |             |              |   |               |               |               |  |
|  | 2           | Stasia           | 2           |              |   |               |               |               |  |
|  | 2           | Stasia           | 2           |              |   |               |               |               |  |
|  | 5           | Virtus Carano    | 1           |              |   |               |               |               |  |
|  | 5           | Virtus Carano    | 1           |              | 2 | Stasia        | 2             |               |  |
|  |             |                  |             |              | 2 | Stasia        | 2             |               |  |
|  |             |                  | 4           | Virtus Volla | 0 |               |               |               |  |
|  | 3           | San Giorgio 1926 | 4           | Virtus Volla | 0 | 1             |               |               |  |
|  | 3           | San Giorgio 1926 |             |              |   |               |               |               |  |
|  | 4           | Virtus Volla     | 2           |              |   |               |               |               |  |

##### Primo turno
| Squadra 1        | Risultato | Squadra 2     |
| ---------------- | --------- | ------------- |
| Stasia           | 2 - 1     | Virtus Carano |
| San Giorgio 1926 | 1 - 2     | Virtus Volla  |

| Arbitro: | Lorenzin (Castelfranco Veneto) |

|                             |           |                 |
| Rima 52’ (rig.) Mollo 90+1’ | Marcatori | 83’ Mastroianni |

| Arbitro: | Fagnani (Termoli) |

|             |           |                         |
| Cardone 52’ | Marcatori | 89’ Marotta 90’ Velotti |

##### Secondo turno
| Squadra 1 | Risultato | Squadra 2    |
| --------- | --------- | ------------ |
| Stasia    | 2 - 0     | Virtus Volla |

| Arbitro: | Ayroldi (Molfetta) |

|                              |           |  |
| Gioielli 71’ Rima 73’ (rig.) | Marcatori |  |

#### Play-out
| Squadra 1        | Risultato | Squadra 2      |
| ---------------- | --------- | -------------- |
| Atletico Vesuvio | 1 - 4     | Vis San Nicola |
| Florigium        | 2 - 1     | Ortese         |

| Arbitro: | Pasciuku (Albano Laziale) |

|               |           |                                               |
| Laureto 90+2’ | Marcatori | 41’ Setaro 56’ (rig.), 80’ Mazza 61’ Parrella |

| Forio 12 maggio 2013                                             | Florigium | 2 – 1        | Ortese |  |
| \| \| \| \| \| Chiaiese 26’, 48’ \| Marcatori \| 32’ Costanzo \| |           |              |        |  |
|                                                                  |           |              |        |  |
| Chiaiese 26’, 48’                                                | Marcatori | 32’ Costanzo |        |  |

### Verdetti finali
- Progreditur Marcianise promosso in Serie D.
- Atletico Vesuvio e Ortese retrocessi in Promozione dopo i play-out.
- Viribus Unitis retrocessa sul campo in Promozione, ma in seguito iscritta in Seconda Categoria.
- Acerrana e Vis San Nicola non iscritte alla stagione successiva.

## Girone B

### Squadre partecipanti
| Club                  | Città                        | Stadio                            | Stagione 2011-2012                        |
| --------------------- | ---------------------------- | --------------------------------- | ----------------------------------------- |
| Atri                  | Atripalda (AV)               | Stadio San Michele di Serino      | 12º nel girone B di Eccellenza            |
| Calpazio              | Capaccio (SA)                | Stadio Tenente M. Vaudano         | 8º nel girone B di Eccellenza             |
| Cicciano              | Cicciano (NA)                | Stadio Vincenzo Magnotti          | 1º nel girone B di Promozione             |
| Città di Agropoli     | Battipaglia (SA)             | Stadio Sant'Anna                  | 1º nel girone D di Promozione             |
| Eclanese              | Mirabella Eclano (AV)        | Stadio Nuovo Lando D'Elia         | 9º nel girone B di Eccellenza             |
| Ippogrifo Sarno       | Castel San Giorgio (SA)      | Stadio D. Sessa                   | 11º nel girone B di Eccellenza            |
| Libertas Stabia       | Castellammare di Stabia (NA) | Stadio Romeo Menti                | 5º nel girone B di Eccellenza             |
| Massa Lubrense        | Massa Lubrense (NA)          | Stadio Marcello Cerulli           | 13º nel girone B di Eccellenza            |
| Montecorvino Rovella  | Angri (SA)                   | Stadio Pasquale Novi              | 2º nel girone B di Eccellenza             |
| Palmese               | Palma Campania (NA)          | Stadio Comunale di Palma Campania | 4º nel girone B di Eccellenza             |
| Real Nocera Superiore | Angri (SA)                   | Stadio Pasquale Novi              | 15º nel girone H di Serie D               |
| Real Trentinara       | Trentinara (SA)              | Stadio Principe Filomarino        | Vincitore dei play-off di Promozione      |
| Sant'Agnello          | Sant'Agnello (NA)            | Stadio Comunale di Sant'Agnello   | 13º nel girone C di Promozione, ripescato |
| Torrecuso             | Torrecuso (BN)               | Stadio G. Ocone (Ponte)           | 5º nel girone A di Eccellenza             |
| Vico Equense          | Vico Equense (NA)            | Stadio Comunale di Vico Equense   | 2º nel girone B di Promozione, ripescato  |
| Virtus Scafatese      | Scafati (SA)                 | Stadio Comunale di Scafati        | 10º nel girone B di Eccellenza            |

### Classifica finale
|  | Pos. | Squadra               | Pt | G  | V  | N  | P  | GF | GS | DR  |
|  | ---- | --------------------- | -- | -- | -- | -- | -- | -- | -- | --- |
|  | 1.   | Vico Equense          | 77 | 30 | 25 | 2  | 3  | 96 | 23 | +73 |
|  | 2.   | Torrecuso             | 76 | 30 | 24 | 4  | 2  | 81 | 22 | +59 |
|  | 3.   | Real Trentinara       | 59 | 30 | 18 | 5  | 7  | 55 | 24 | +31 |
|  | 4.   | Palmese               | 57 | 30 | 17 | 6  | 7  | 49 | 28 | +21 |
|  | 5.   | Virtus Scafatese      | 52 | 30 | 15 | 7  | 8  | 66 | 39 | +27 |
|  | 6.   | Montecorvino Rovella  | 50 | 30 | 14 | 8  | 8  | 53 | 56 | -3  |
|  | 7.   | Cicciano              | 48 | 30 | 15 | 3  | 12 | 41 | 38 | +3  |
|  | 8.   | Libertas Stabia       | 44 | 30 | 11 | 11 | 8  | 39 | 32 | +7  |
|  | 9.   | Massa Lubrense        | 40 | 30 | 11 | 7  | 12 | 44 | 36 | +8  |
|  | 10.  | Sant'Agnello          | 32 | 30 | 8  | 8  | 14 | 36 | 44 | -8  |
|  | 11.  | Città di Agropoli     | 32 | 30 | 9  | 5  | 16 | 32 | 66 | -34 |
|  | 12.  | Calpazio              | 31 | 30 | 9  | 4  | 17 | 30 | 54 | -24 |
|  | 13.  | Eclanese              | 24 | 30 | 6  | 6  | 18 | 23 | 52 | -29 |
|  | 14.  | Atri                  | 20 | 30 | 5  | 5  | 20 | 24 | 76 | -52 |
|  | 15.  | Ippogrifo Sarno       | 20 | 30 | 5  | 5  | 20 | 33 | 54 | -21 |
|  | 16.  | Real Nocera Superiore | 12 | 30 | 2  | 6  | 22 | 18 | 76 | -58 |

Legenda:

      Promossa in Serie D 2013-2014.

      Retrocesse in Promozione 2013-2014.

      Non iscritta alla stagione successiva.

Note:

Tre punti a vittoria, uno a pareggio, zero a sconfitta.

### Risultati

#### Tabellone
|                       | ATR | CAL | CIC | CIT | ECL | IPP | LIB | MAS | MON  | PAL | REA | REA | SAN | TOR | VIC | VIR |
| Atri                  |     | 2-1 | 2-3 | 0-0 | 0-2 | 2-1 | 0-2 | 1-1 | 0-3  | 1-2 | 1-0 | 1-1 | 1-2 | 0-4 | 1-2 | 0-2 |
| Calpazio              | 2-0 |     | 1-0 | 2-0 | 2-1 | 1-3 | 3-1 | 2-0 | 1-1  | 3-0 | 1-0 | 0-1 | 0-0 | 1-2 | 2-4 | 3-3 |
| Cicciano              | 3-1 | 1-0 |     | 2-1 | 3-2 | 2-1 | 0-2 | 3-0 | 2-2  | 1-0 | 4-1 | 1-0 | 2-0 | 1-4 | 0-1 | 0-1 |
| Città di Agropoli     | 3-1 | 1-1 | 1-1 |     | 2-0 | 3-1 | 3-0 | 0-0 | 1-3  | 1-1 | 4-0 | 0-2 | 3-0 | 0-5 | 1-7 | 0-2 |
| Eclanese              | 4-0 | 2-0 | 0-1 | 1-0 |     | 1-1 | 0-0 | 1-1 | 0-6  | 0-1 | 3-1 | 0-1 | 0-2 | 0-0 | 1-3 | 0-4 |
| Ippogrifo Sarno       | 0-0 | 0-1 | 0-1 | 0-1 | 1-0 |     | 1-2 | 1-0 | 1-2  | 1-4 | 5-0 | 0-1 | 1-1 | 0-3 | 1-3 | 2-4 |
| Libertas Stabia       | 2-0 | 5-2 | 1-0 | 3-0 | 0-0 | 2-2 |     | 0-1 | 1-1  | 2-2 | 0-0 | 1-0 | 2-1 | 3-5 | 0-3 | 2-1 |
| Massa Lubrense        | 5-2 | 3-0 | 2-0 | 4-1 | 3-0 | 1-0 | 1-1 |     | 7-0  | 0-3 | 5-1 | 0-0 | 1-2 | 0-2 | 1-2 | 3-0 |
| Montecorvino Rovella  | 2-3 | 3-0 | 1-4 | 2-0 | 1-0 | 5-2 | 1-6 | 2-1 |      | 1-1 | 1-0 | 1-5 | 3-0 | 1-3 | 1-0 | 0-0 |
| Palmese               | 1-0 | 3-0 | 2-1 | 6-0 | 2-1 | 2-1 | 1-0 | 0-0 | 2-0  |     | 2-1 | 1-0 | 1-0 | 0-1 | 1-1 | 2-2 |
| Real Nocera Superiore | 1-1 | 2-0 | 1-3 | 1-2 | 1-1 | 2-4 | 0-0 | 0-0 | 0-1  | 0-6 |     | 0-2 | 0-0 | 0-6 | 3-0 | 0-2 |
| Real Trentinara       | 5-0 | 5-0 | 0-2 | 5-1 | 1-2 | 1-0 | 2-0 | 2-1 | 1-1  | 1-0 | 2-0 |     | 2-2 | 1-2 | 2-2 | 1-3 |
| Sant'Agnello          | 2-3 | 2-0 | 0-0 | 1-2 | 5-1 | 3-0 | 0-0 | 1-2 | 1-1  | 0-2 | 3-2 | 1-2 |     | 1-3 | 0-2 | 1-1 |
| Torrecuso             | 5-1 | 3-1 | 3-2 | 3-1 | 3-0 | 1-0 | 0-0 | 3-0 | 1-1  | 3-0 | 5-1 | 3-2 | 3-0 |     | 1-2 | 2-0 |
| Vico Equense          | 7-0 | 1-0 | 2-0 | 6-0 | 5-0 | 2-0 | 2-1 | 3-0 | 11-1 | 2-0 | 8-0 | 0-2 | 3-2 | 2-1 |     | 5-1 |
| Virtus Scafatese      | 7-0 | 5-0 | 4-0 | 6-0 | 2-0 | 3-3 | 0-0 | 3-1 | 0-3  | 4-1 | 4-0 | 0-1 | 1-2 | 1-1 | 0-5 |     |

### Spareggi

#### Play-out
| Squadra 1 | Risultato | Squadra 2 |
| --------- | --------- | --------- |
| Eclanese  | 0 - 0     | Atri      |

| Mirabella Eclano 11 maggio 2013 | Eclanese | 0 – 0 | Atri |  |

### Verdetti finali
- Torrecuso promosso in Serie D dopo i play-off nazionali.
- Real Nocera Superiore e, dopo i play-out, Atri retrocessi in Promozione.
- Vico Equense promosso sul campo in Serie D, in seguito non iscritto alla stagione successiva.[17]
- Ippogrifo Sarno retrocesso sul campo in Promozione, in seguito non iscritto alla stagione successiva.